# Kivijärvi (Jukkasjärvi socken, Lappland, 751472-174747)
Kivijärvi är en sjö i Kiruna kommun i Lappland och ingår i Torneälvens huvudavrinningsområde.